# Amendolara
Amendolara (Minnuàre in dialetto locale) è un comune italiano di 2 616 abitanti della provincia di Cosenza in Calabria.

## Geografia fisica
La città è situata su una serie di pianori che digradano verso il mare e l'abitato è tradizionalmente diviso tra "Paese" e "Marina". Vi scorrono le fiumare Avena, Ferro e Straface.

### La secca di Amendolara
A circa 12 miglia nautiche a largo di Amendolara Marina, esiste una secca con una profondità di soli 20 metri sotto il livello del mare. Di notevole estensione, probabilmente corrisponde ai resti di un'antico isolotto eroso dal mare che in alcune carte antiche (XVII-XVIII sec.) viene detto "Monte Sardo". Una leggenda e alcuni studi recenti identificano il Monte Sardo, oramai sprofondato da secoli, con l'isola di Ogigia, ove la ninfa Calipso detenne Ulisse secondo l'Odissea di Omero.

## Origini del nome
Il nome deriva probabilmente dal greco Amygdalaria ossia "mandorlai" per la ricca produzione di mandorle. Secondo altri invece il nome deriva dal nome di famiglia "La Mendelèa".

## Storia
Un insediamento degli Enotri dell'età del bronzo è testimoniato da alcuni resti archeologici rinvenuti nel "Rione Vecchio". Nel VII secolo a.C. l'abitato si spostò nella sottostante pianura, dove Epeo, il mitico costruttore del cavallo di Troia, avrebbe fondato la città greca di Lagaria (resti in località San Nicola).
In epoca romana esisteva una stazione di posta della via litoranea che ebbe probabilmente nome Statio ad Vicesimum (a venti miglia dalla città di Thurii) i cui resti (in particolare un sistema di cisterne per l'approvvigionamento idrico) sono stati rinvenuti nella zona dell'attuale "masseria Lista".
Dopo l'epoca romana vi furono fondate un'abbazia bizantina e quindi un'abbazia cistercense, mentre nel territorio sono presenti grotte eremitiche. Intorno al 1000 venne costruito il castello, che passò in successione a numerose famiglie nobili.
Nel XV secolo vi nacquero Pomponio Leto e Facio Patarino e nel XVI secolo si ebbero la costruzione del Convento Domenicano e della cosiddetta "Torre Spaccata".
Nel XIX secolo, il territorio di Amendolara fu teatro di lotte contadine. 
Tra la fine del XIX secolo e l'inizio del XX secolo, vi fu una massiccia emigrazione, soprattutto verso l'Argentina e l'Italia settentrionale. Dopo la prima guerra mondiale si ebbe una ripresa agricola e l'introduzione della coltura dei piselli. Il XX secolo vide un massiccio sviluppo edilizio e si ebbero i primi ritrovamenti archeologici.

### Simboli
Lo stemma e il gonfalone sono stati concessi con DPR del 31 dicembre 1985.

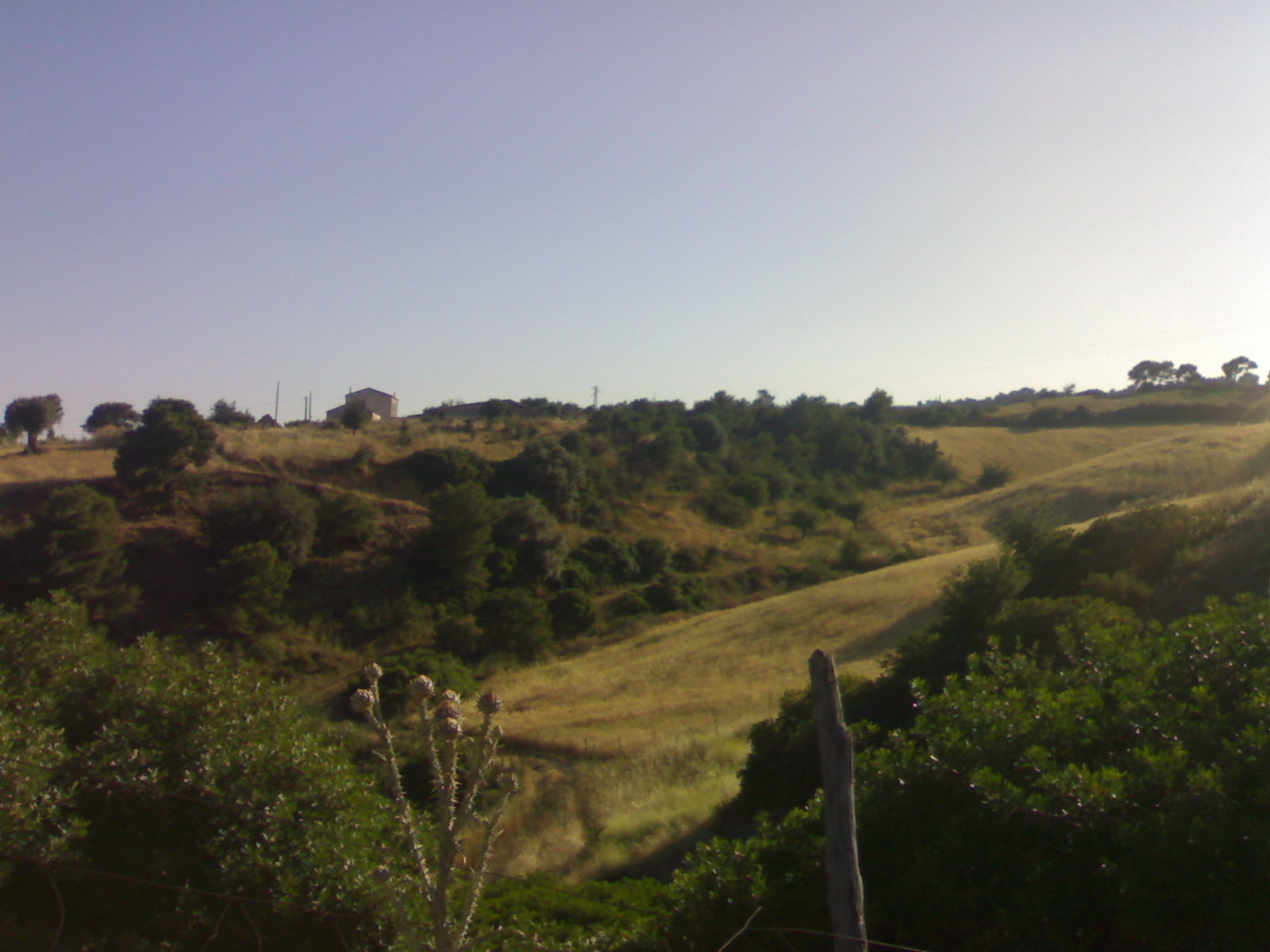
Tipico paesaggio collinare di Amendolara

Il gonfalone è un drappo di bianco.

## Monumenti e luoghi d'interesse
- Chiesa madre di Santa Margherita Vergine e Martire: in stile romanico con rifacimenti settecenteschi, conserva il portale degli inizi del Trecento.
- Chiesa di Santa Maria: forse eretta sui resti di un tempio, presenta abside e cupola di tipo bizantino, con trasformazioni in epoca rinascimentale e barocca.
- Cappella di Sant'Antonio Abate: ricostruita negli anni 1930 dopo il crollo, agli inizi del XX secolo dell'originaria chiesa bizantina.
- Cappella di Santa Lucia: costruita nel 1960 dall'artista A. Sassone, al posto di una chiesa bizantina di cui restano i ruderi nelle vicinanze.
- Cappelle gentilizie di Sant'Anna (famiglia Lamanna) e di San Rocco (famiglia Blefari-Melazzi).
- Castello, di origine più antica, restaurato nel 1239 da Federico II di Svevia e con rimaneggiamenti successivi. Conserva un affresco della fine del Duecento con una Crocifissione.
- Palazzo Andreassi: originario palazzo nobiliare, frutto di numerose trasformazioni, fu per un certo periodo municipio cittadino; dal 2023, è in corso un intervento di riqualificazione che trasformerà il palazzo nel Museo Nazionale della Preistoria e della Protostoria della Sibaritide[9].
- Palazzo Melazzi: in stile barocco e con numerosi rifacimenti, presenta al piano terra gli ambienti di servizio, tra cui un frantoio e una cisterna.
- Palazziata: palazzo nobiliare in stile barocco della famiglia Gallerano, fu in seguito caserma dei carabinieri e scuola elementare:
- Palazzo Pucci di Amendolara, fatto costruire nel 1736 da una famiglia napoletana che aveva ottenuto il titolo baronale per i servizi resi alla corona. Articolato in un cortile circondato da magazzini al piano terra e in un piano nobile superiore, sormontato da una loggia.
- Palazzo Grisolia, costruito sul sito dell'antico convento dei Domenicani, del 1521, di cui si conservano il chiostro e la chiesa di San Domenico, ad unica navata, ristrutturata intorno al 1660.
- Museo archeologico statale Vincenzo Laviola: inaugurato nel 1996 conserva i resti rinvenuti negli scavi nel Rione Vecchio (centri abitati dell'età del bronzo e dell'età del ferro), nel pianoro di San Nicola (area archeologica della città greco-arcaica di Lagaria) e nelle necropoli.

Nei dintorni:
- Chiese bizantine: costruite fuori dell'abitato tra il IX e il X secolo, in una zona con numerose grotte, si suppone che fossero punti di incontro per gli eremiti.
  - Cappella dell'Annunziata o Cappella dei Greci, o Santa Maria della Lista: risale al IX-X secolo un piccolo edificio coperto a cupola di tipo bizantino al quale fu aggiunta l'attuale parte anteriore nel XVI secolo. L'interno presenta affreschi di varie epoche. L'edificio fu di proprietà della famiglia Apolito Pace da Francavilla Marittima sino agli anni sessanta del XX secolo.
  - Chiesa di San Giovanni o Chiesa Armena: risale al X secolo e in origine aveva pianta a quadrifoglio (o "a croce libera"), tipica delle chiese bizantine in Armenia, di cui costituisce l'unico esempio in Italia. Attualmente in rovina, ne rimane in parzialmente in piedi solo una delle absidi.
- Torre Spaccata sulla costa, costruita nel 1517 per l'avvistamento dei pirati saraceni su ordine di Fabrizio Pignatelli, principe di Cerchiara.[5]
- Cappella della Madonna delle Grazie nel bosco di Straface, a circa 800 m s.l.m. Nei pressi sono presenti ruderi medioevali e la sorgente di Trastullo.

## Società

### Evoluzione demografica
Abitanti censiti

### Feste tradizionali
Le feste ad Amendolara iniziano sin dalla terza settimana dell'anno, quando proprio la terza domenica si tengono i festeggiamenti di Sant'Antonio Abate: in mattinata, davanti alla cappella edificata in onore del santo, si organizza l'"incanto", è un'asta i cui prodotti sono votivi per il santo, e il ricavato rimane in parrocchia. Particolare è l'incanto delle corone di arance, che vengono pagate molti soldi dai fedeli al santo. Nel pomeriggio vi è la processione del santo e a seguire la corsa dei cavalli e il Palio degli Asinelli.
Il 19 marzo si festeggia il padre putativo del Signore, San Giuseppe. I festeggiamenti vengono fatti adiacenti alla cappella; le comitive dei giovani amendolaresi si riuniscono nello spazio circostante, e dopo aver fatto il visita al santo, assistono alla messa e ricevono la panettella (piccolo panino benedetto) da consumare insieme ad altri prodotti tipici, che le mamme e nonne amendolaresi sono pronte a tirar fuori per i loro figli.
Il 24 marzo si festeggia la Madonna dell'Annunziata, sita nell'omonima cappella. I festeggiamenti avvengono di sera, quando un gruppo di fedeli parte, con una fiaccolata, dallo Scalo di Amendolara, e in concomitanza una lunga linea di candele parte dal Centro del paese. Il punto d'incontro, è indubbiamente la cappella dell'Annunziata. Qui i fedeli accendono dei fuochi votivi davanti alla chiesetta di origini pagane, ma rifatta più volte. 
L'ultimo venerdì e sabato di aprile per la festa del patrono, San Vincenzo Ferreri, vengono accesi i "fucarazzi", grandi falò in tutti i quartieri del centro storico.

## Cultura

### Cucina

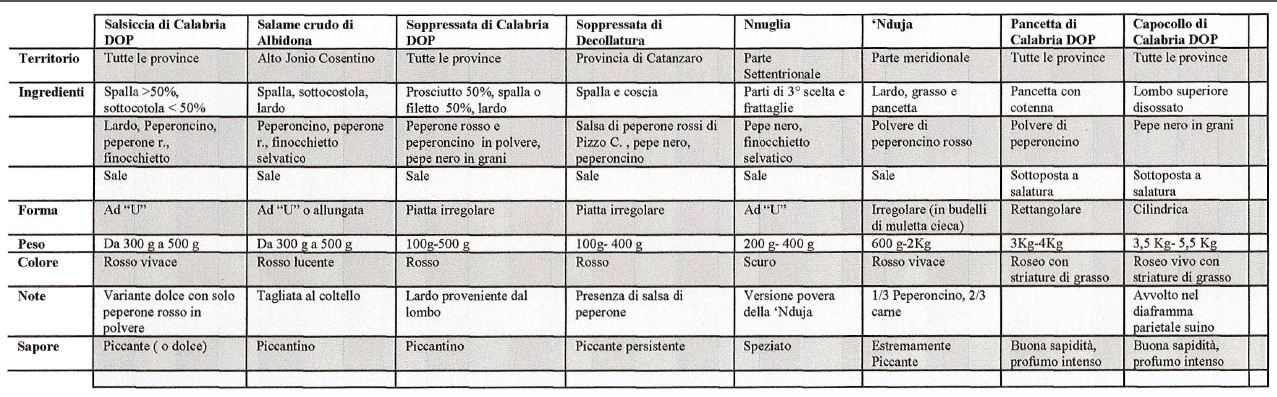
Salumi calabresi tipici

La tradizione alimentare costituisce un forte richiamo turistico e culturale del posto. Contribuisce attivamente alla crescita socio-economica. La cucina è semplice, genuina e trova la punta di diamante nell'utilizzazione degli ortaggi provenienti dalle campagne. La tradizione culinaria di Amendolara pone le proprie basi sulle risorse agro-colturali dell'Alto Jonio Cosentino, ed è caratterizzata dall'uso di ingredienti base comuni con i paesi della Sibaritide. Le ricette si sono poi diversificate nei diversi luoghi sia a seconda dell'uso della famiglia sia a seconda del gusto personale.
I primi piatti per eccellenza sono i “rascjcatilli”, pasta fresca fatta con farina e acqua a forma di piccoli pezzi cavati con le dita e conditi con sugo di pomodoro fresco e basilico o con ragù di agnello e una spolverata di peperoncino rosso piccante della zona. Molto prelibati sono anche i “ferrazuoli”, pasta fresca a forma di bastoncini cavati con un ferro sottile e quadrangolare e conditi con ragù meridionale di carne. Sono entrambi piatti della tradizione contadina, spesso arricchiti dal gusto intenso della ricotta stagionata e grattugiata in scaglie direttamente sopra il piatto al momento del servizio. La ricotta, di produzione artigianale, sostituiva negli anni cinquanta il formaggio utilizzato solo nelle “grandi feste”. I meno abbienti erano soliti utilizzare “a mullic”, pane raffermo grattugiato e spadellato in poco olio extravergine di oliva insieme a polvere di peperoncino e a un trito d'aglio, che imprime ai piatti un gusto particolarmente delicato ma saporito nello stesso tempo.
I dolci più tipici del periodo di Natale sono i “crispi”, grandi anelli che si possono degustare con zucchero a velo, fatti con farina di grano, acqua e lievito, fritti in olio extravergine di oliva a 170 °C, e i “cannaricoli”, grossi gnocchi fatti di farina, pepe nero, vino ed un pizzico di lievito, fritti nell'olio di oliva.
Nel periodo pasquale è usanza comune preparare le “cullure” e i “pastizzi”. La “cullura” è il pane pasquale, ha un significato originale di nuova vita, l'impasto è fatto con farina, uova, cannella, semi di finocchio, strutto, sale e lievito, il tutto viene lavorato e modellato a forma di corona intrecciata nelle quali uova in numero sempre pari. I “pastizzi” sono tipici del periodo pasquale, sono degli pseudo calzoni fatti con farina, strutto, sale e pepe, ripieni di carne ed interiora di capretto, conditi con pepe, prezzemolo, aglio e rosolati in olio di oliva con l'aggiunta di salsiccia, cotti in forno. Negli ultimi anni si stanno sviluppando anche nuove proposte gastronomiche a base di mandorla (gelato artigianale in primis).

## Economia

### Turismo
A differenza di molte altre località calabresi, che hanno una tradizione turistica acquisita già da anni, Amendolara solo negli ultimi anni sta vivendo un certo sviluppo turistico con l'apertura di alberghi, punti di ritrovo, aree giochi per bambini e la rivalutazione del Centro storico e del lungomare. Il "salto di qualità" a livello turistico è rappresentato dalla promozione da 1 a 2 vele nella Guida Blu di Legambiente nel 2006.
Dagli anni novanta al 2003 la Goletta Verde di Legambiente ha fatto tappa ad Amendolara classificando il mare come non inquinato. 
I rilevamenti sono stati effettuati ad Amendolara Marina. Il 10 maggio 2011 è stata insignita della Bandiera Blu che è stata riconfermata anche per l'anno 2012.

## Amministrazione
| Periodo        | Periodo        | Primo cittadino             | Partito                       | Carica           | Note   |
| -------------- | -------------- | --------------------------- | ----------------------------- | ---------------- | ------ |
| 1983           | 1993           | Francesco Melfi             | PSI - PCI, poi DC - PCI       | Sindaco          |        |
| 6 giugno 1993  | 13 maggio 2001 | Maria Rita Acciardi         | PSI, poi centro-destra        | Sindaco          |        |
| 13 maggio 2001 | 15 maggio 2011 | Mario Melfi                 | centro-sinistra               | Sindaco          |        |
| 15 maggio 2011 | 3 ottobre 2021 | Salvatore Antonio Ciminelli | Lista civica                  | Sindaco          |        |
| 3 ottobre 2021 | 21 aprile 2023 | Pasquale Aprile             | Lista civica di centro-destra | Sindaco          | [ 11 ] |
| 21 marzo 2023  | 9 giugno 2024  | Gregorio Scigliano          | Lista civica di centro-destra | Vicesindaco f.f. |        |
| 10 giugno 2024 | in corso       | Maria Rita Acciardi         | Lista Civica                  | Sindaco          |        |

### Gemellaggi
- Cerano
- Lanús
- Trecate
- Vannes
- San Severino Lucano

## Sport
Amendolara ha avuto una squadra di calcio sin dall'inizio degli anni Trenta, quando fu realizzato un campo sportivo; in seguito la squadra calcistica locale divenne il Real Amendolara, militante nel calcio dilettantistico negli anni passati. Dopo che tale squadra cessò di esistere, nel 2013 venne rifondata con il nome di A.C. Amendolara, quest'ultima militò tra la Seconda Categoria e la Prima Categoria fino al 2022, anno in cui per motivi economici non si iscrisse ad alcun campionato, cessando l'attività.